# Reichenbach im Vogtland
Reichenbach im Vogtland – miasto w Niemczech, w kraju związkowym Saksonia, w powiecie Vogtland, siedziba wspólnoty administracyjnej Reichenbach/Vogtl. Do 29 lutego 2012 w okręgu administracyjnym Chemnitz.
1 stycznia 2016 do miasta przyłączono miasto Mylau, które stało się automatycznie jego dzielnicą.
W mieście rozwinął się przemysł włókienniczy, maszynowy oraz elektrotechniczny.

## Współpraca
Miejscowości partnerskie:
- Jędrzejów, Polska
- Nordhorn, Dolna Saksonia
- Ročov, Czechy